# Джордж Падмор
Джордж Па́дмор (англ. George Padmore; 28 червня 1903, Арука, Тринінад і Тобаго – 23 вересня 1959, Лондон, Англія, Велика Британія; ім'я при народженні — Ма́лкольм А́йван Ме́редіт Нерс, англ. Malcolm Ivan Meredith Nurse) — тринідадський політик, провідний панафриканіст, журналіст і письменник. Покинув рідний Тринідад і Тобаго у 1924 році, аби вивчати медицину в Сполучених Штатах, де також вступив до Комуністичної партії. 
Зі США він переїхав до Радянського Союзу, де активно займався партійною діяльністю та брав участь у рухах за незалежність країн Африки. Падмор також співробітничав із німецькою компартією, але був змушений обірвати співпрацю після піднесення нацизму в 1930-х роках. 
1935 року СРСР зробив рішучий поворот у зовнішній політиці: Британія та Франція, колоніальні держави з колоніями в Африці, були класифіковані як «демократичні імперіалізми», і почали становити менший пріоритет, ніж категорія «фашистсько-імперіалістичних» держав, до яких належала Японія і Німеччина. Цей поворот прямо суперечив інтересам Падмора у боротьбі за незалежність країн Африки, оскільки Німеччина та Японія не мали там колоній. Падмор миттєво порвав із Кремлем, але продовжував підтримувати соціалізм.
Деякий час Падмор жив у Франції, а згодом оселився у Лондоні. Наприкінці свого життя він переїхав до Аккри, Гана, де допоміг сформувати політику Кваме Нкруми та Народної партії Конвенту.

## Життєпис

### Ранні роки
Малкольм Айван Мередіт Нерс, краще знаний під псевдонімом Джордж Падмор, народився 28 червня 1903 року біля Аруки, Такарігуа, у Тринідаді і Тобаго, який тоді був частиною Британської Вест-Індії. Його прадід по батьківській лінії був воїном народу Ашанті, якого взяли в полон і продали у рабство на Барбадосі, де народився дід Малкольма. Батько Малкольма, Джеймс Г'юберт Альфонсо Нерс, був місцевим шкільним учителем, що одружився з натуралісткою Анною Сусанною Сімістер з Антигуа.
Малкольм відвідував Школу Транквіліті в Порт-оф-Спейн, а потім два роки (1914 і 1915) навчався в коледжі Святої Марії. Згодом він перейшов до Памфілійської середньої школи, яку закінчив 1918 року. Після цього Нерс декілька років працював репортером у Trinidad Publishing Company.
Наприкінці 1924 року Малкольм поїхав до Сполучених Штатів, аби вивчати медицину в історично чорношкірому Університеті Фіска в Теннессі. Його дружина Джулія Земпер, з якою він узяв шлюб 10 вересня того ж року, пізніше приєдналася до нього в Америці. Їхня донька Блайден (1925–2012) залишилася на батьківщині. Згодом Малкольм вступив до Нью-Йоркського університету, але незабаром перейшов до Говардського.

### Партійна діяльність
Під час навчання в американському коледжі Нерс став членом Комуністичної партії. Займатися партійною діяльністю він почав під ім'ям Джордж Падмор (складене ім'я його тестя, поліціянта Джорджа Земпера, та прізвище його кума, Еррола Падмора).
Падмор офіційно приєднався до компартії в 1927 році (перебуваючи у Вашингтоні, округ Колумбія) і брав активну участь у її масовій організації, орієнтованій на темношкірих американців, зокрема через Американський негритянський трудовий конгрес. У березні 1929 року він був братським делегатом (без права голосу) на 6-му національному з'їзді КПСША, що відбувся в Нью-Йорку.
Падмор здобув реноме енергійного робітника та плідного письменника, за що профспілковий лідер Вільям Фостер назвав його висхідною зіркою. Пізніше, 1929 року, Джордж Падмор прибув до Москви, аби виголосити доповідь про створення Ліги єдності профспілок для Комінтерну. Після доповіді Падмора попросили залишитися в Москві, щоб очолити Негритянське бюро Червоного інтернаціоналу профспілок (Профінтерну). Джорд Падмор навіть був обраний депутатом Московської міської ради.
На посаді очільника Негритянського бюро Профінтерну Падмор допомагав випускати памфлети та публікував статті в московській англомовній газеті «Москоу дейлі-ньюз». Також Падмор періодично виступав у ролі кур'єра для передачі коштів із Москви до різних закордонних компартій.
У липні 1930 року Джордж Падмор відіграв ключову роль в організації міжнародної конференції в Гамбурзі, Німеччина. Ця конференція започаткувала міжнародну організацію профспілок чорношкірих під егідою Комінтерну, яка одержала назву «Міжнародний комітет профспілок чорних робітників» (МКПЧР). Протягом цього періоду Падмор проживав у Відні, Австрія, де редагував щомісячник «Негритянський робочий» (англ. The Negro Worker).
У 1931 році Джордж Падмор переїхав до Гамбурга й інтенсифікував свою літературну діяльність. Він продовжив видавати часопис МКПЧР та написав понад 20 брошур упродовж одного року. Одначе цей німецький період обірвався наприкінці 1933 року, коли офіси «Негритянського робочого» були розграбовані ультранаціоналістичними бандами після приходу до влади нацистів. Німецька влада депортувала Падмора до Англії, а Комінтерн призупинив діяльність МКПЧР в серпні 1933 року.
Розчарований, як він вважав, слабкою підтримкою Комінтерном справи незалежності колоніальних народів, Падмор розірвав свої зв'язки з МКПЧР наприкінці літа 1933 року. Дисциплінарний орган Комінтерну, Міжнародна контрольна комісія (МКК), звернулася до нього з проханням пояснити його несанкціонований вчинок. Коли він відмовився це зробити, МКК виключила його з організації 23 лютого 1934 року.
Через те, що він був членом Комуністичної партії та працював на неї в Радянському Союзі та Німеччині, Падмору було заборонено повертатися до Сполучених Штатів.

## Праці
- The Life and Struggles of Negro Toilers (London: Red International of Labour Unions Magazine for the International Trade Union Committee of Negro Workers, 1931)
- Haiti, an American Slave Colony (Centrizdat, 1931)
- The Negro Workers and the Imperialist War Intervention in the USSR (1931)
- How Britain Rules Africa (London: Wishart Books, 1936)
- Africa and World Peace (Foreword by Sir Stafford Cripps; London: Martin Secker and Warburg Ltd, 1937)
- Hands Off the Protectorates (London: International African Service Bureau, 1938)
- The White Man's Duty: An Analysis of the Colonial Question in the Light of the Atlantic Charter (with Nancy Cunard) (London: W. H. Allen & Co., 1942)
- The Voice of Coloured Labour (Speeches and Reports of Colonial Delegates to the World Trade Union Conference, 1945) (editor) (Manchester: Panaf Service, 1945)
- How Russia Transformed Her Colonial Empire: A Challenge to the Imperialist Powers (in collaboration with Dorothy Pizer) (London: Dennis Dobson, 1946)
- "History of the Pan-African Congress (Colonial and Coloured Unity: A Programme of Action)" (editor) (1947). Reprinted in Hakim Adi and Marika Sherwood, The 1945 Manchester Pan-African Congress Revisited (London: New Beacon Books, 1995)
- Africa: Britain's Third Empire (London: Dennis Dobson, 1949)
- The Gold Coast Revolution: The Struggle of an African People from Slavery to Freedom (London: Dennis Dobson, 1953)
- Pan-Africanism or Communism? The Coming Struggle for Africa (Foreword by Richard Wright. London: Dennis Dobson, 1956)

## Завваги
1. ↑  Дівчинку, за ініціативою батька, було названо на честь ліберійського політика-панафриканіста Едварда-Вілмота Блайдена.